# Sterntor (Bonn)

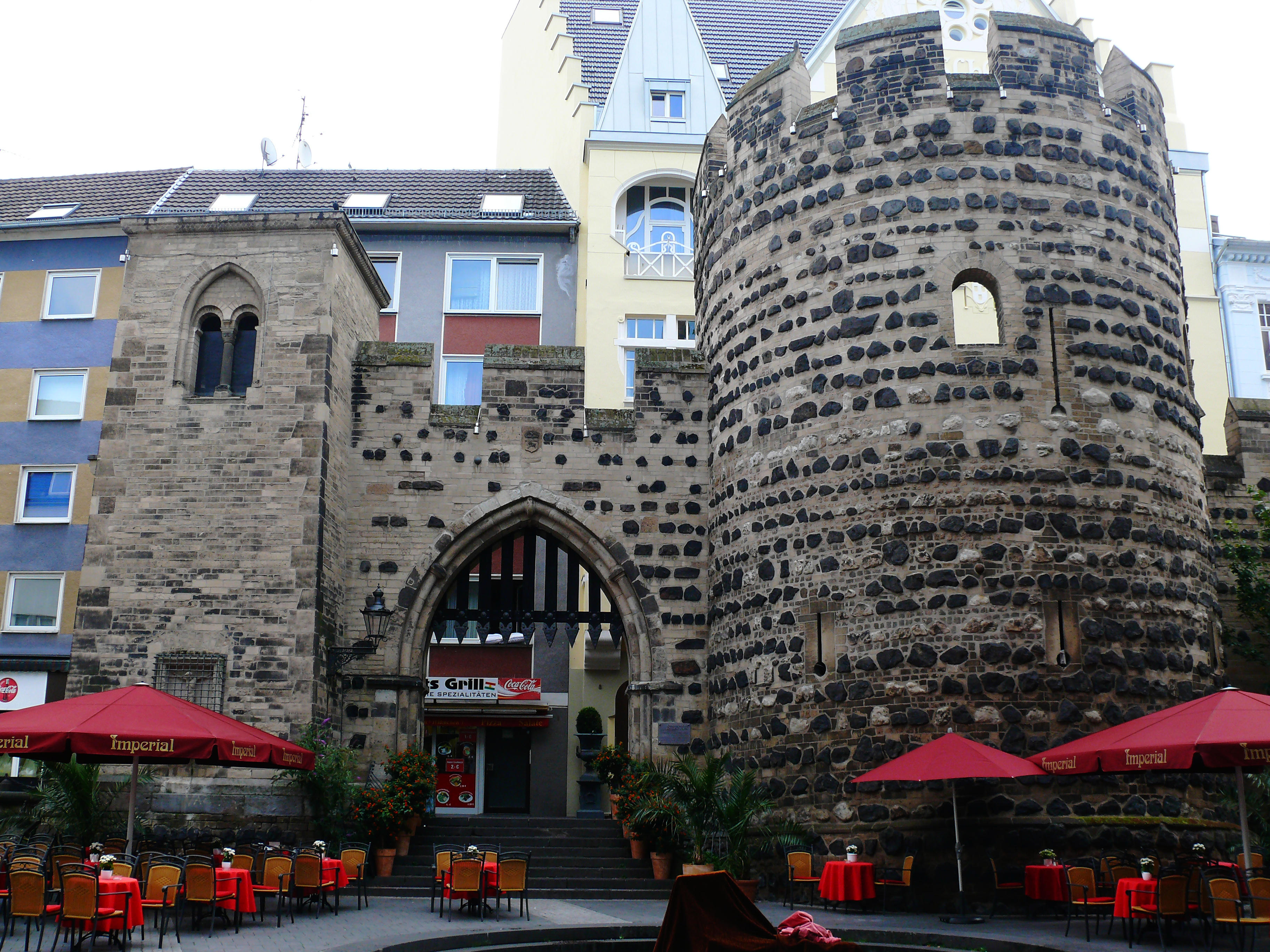
Ersatzbauwerk des Sterntors neben dem Halbrundturm der Stadtmauer (2008)

Das ursprüngliche Sterntor in Bonn wurde um 1244 am Ende der Sternstraße erbaut und war ein Teil der mittelalterlichen Stadtbefestigung.
Im Jahr 1898 wurde das als letzte Torburg der ehemaligen Stadtbefestigung verbliebene Tor trotz Intervention durch Kaiser Wilhelm II. abgerissen, um den Verkehrsfluss besser gestalten zu können. (Koordinaten: 50° 44′ 8,8″ N, 7° 5′ 54,1″ O – alter Standort) Erst zwei Jahre später – 1900 – wurde einige Meter versetzt ein Ersatzbauwerk unter gleichem Namen an der Nordseite des Bottlerplatzes bzw. an der Vivatsgasse geschaffen. Es besteht nur teilweise aus Resten des ehemaligen Sterntors, ansonsten aus einem Reststück der Stadtmauer und ihres einzigen erhaltenen Halbrundturms. Das Ecktürmchen und der umlaufende Zinnenkranz ordnen es dem damaligen Historismus zu. Es steht als Baudenkmal unter Denkmalschutz.
In den äußeren Torbogen sind zwei Bildnisse eingefügt, der Gekreuzigte mit Maria und Johannes sowie die „Muttergottes mit sieben Schmerzen“ aus dem Jahr 1650.
2002 gab es am Sterntor die „Lichtblicke“-Installation der Lichtkünstler Regine Vogel/Johannes Dinnebier vom Zentrum für Internationale Lichtkunst.

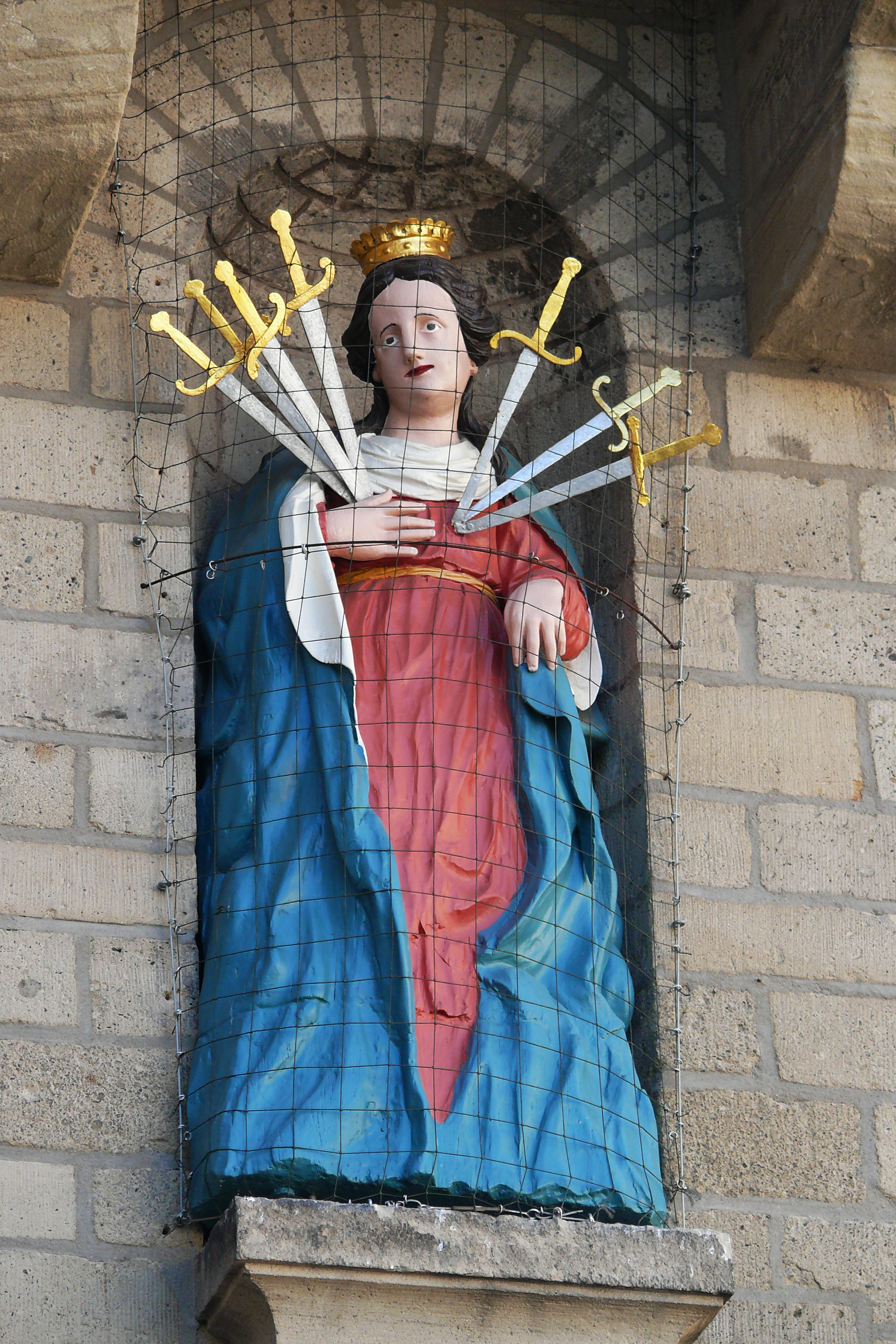
Die sieben Schmerzen Mariens am Bonner Sterntor
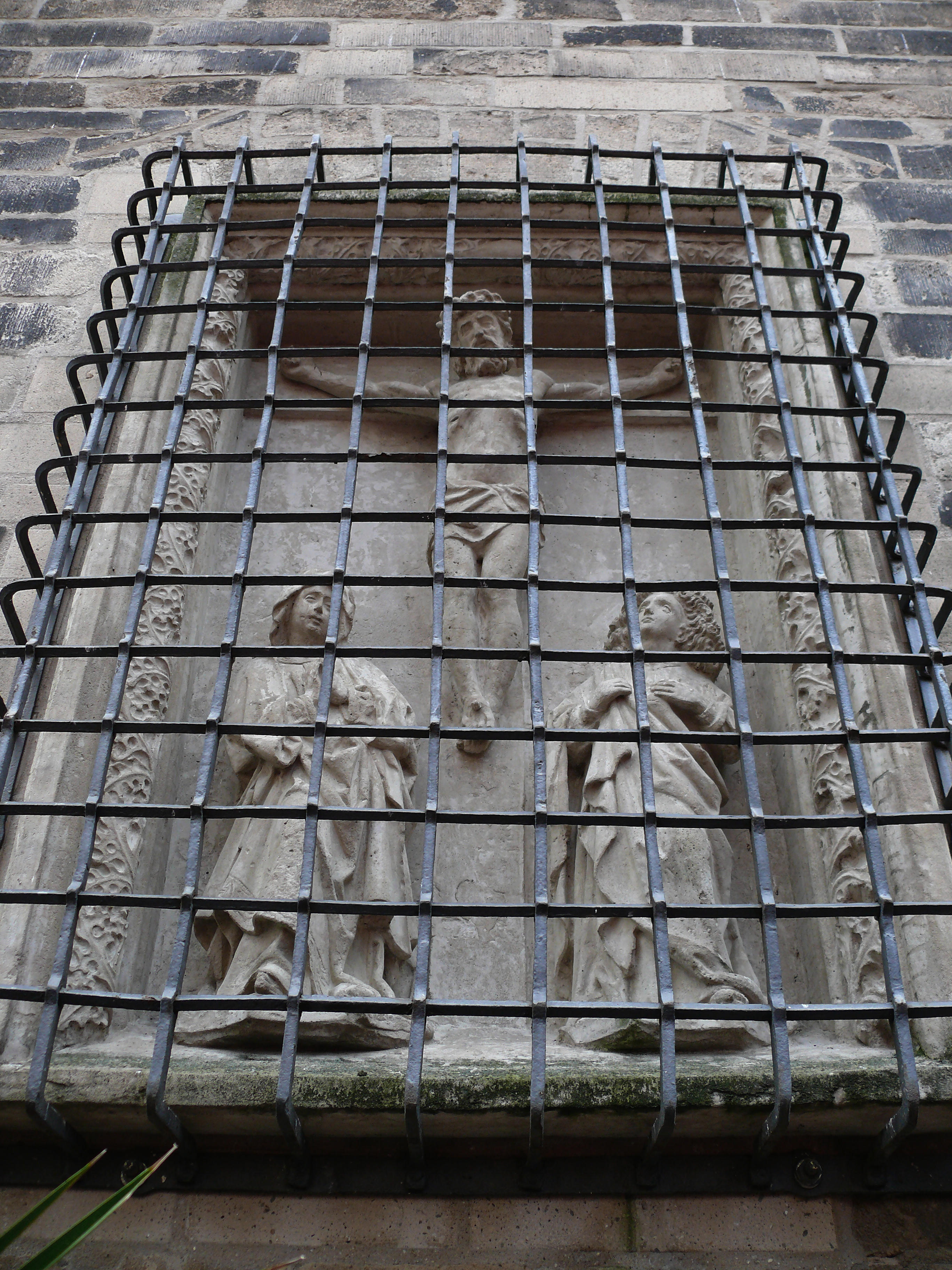
Kreuzigungsrelief am Bonner Sterntor
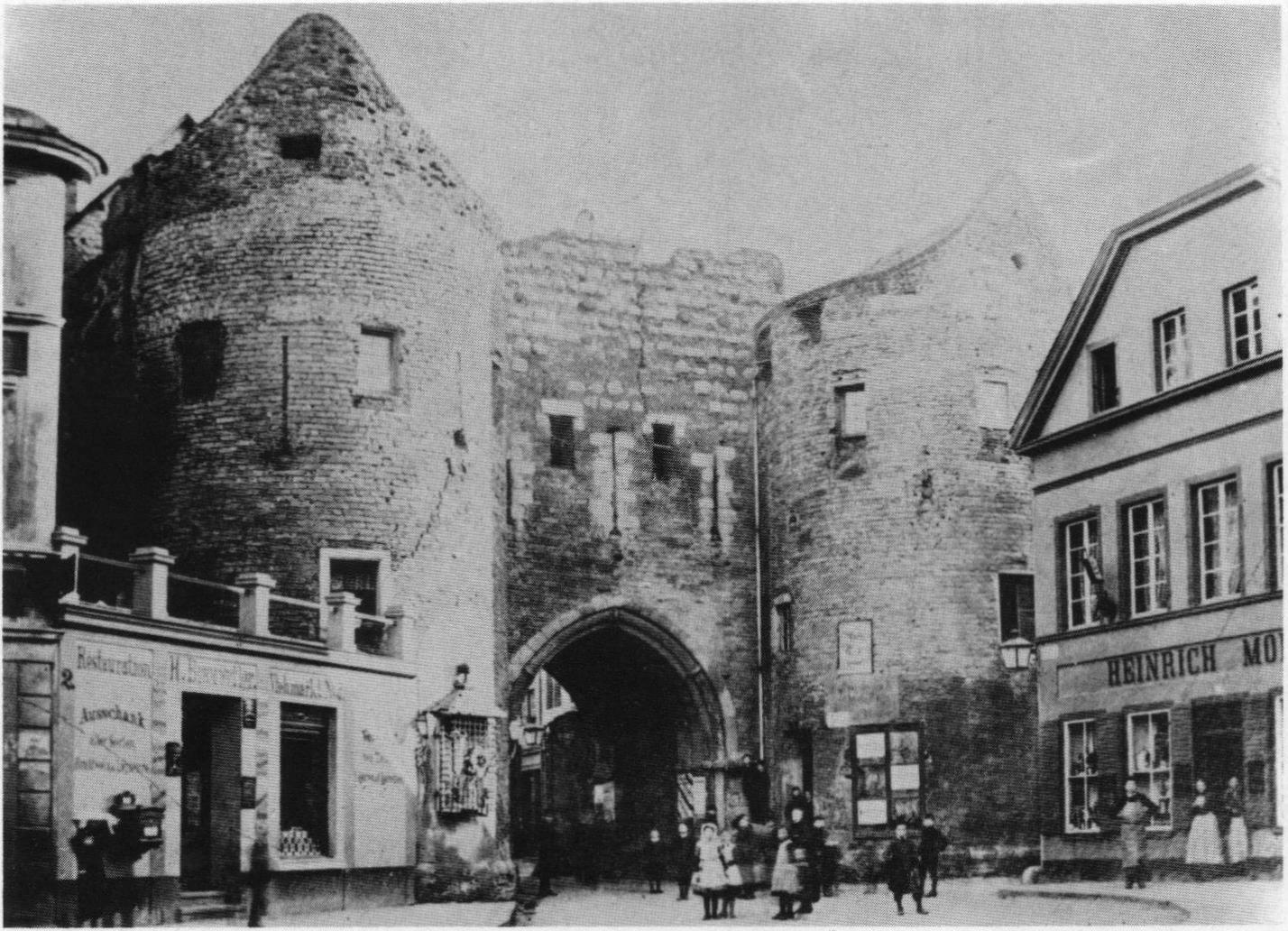
Mittelalterliches Sterntor, Feldseite (1887/88)
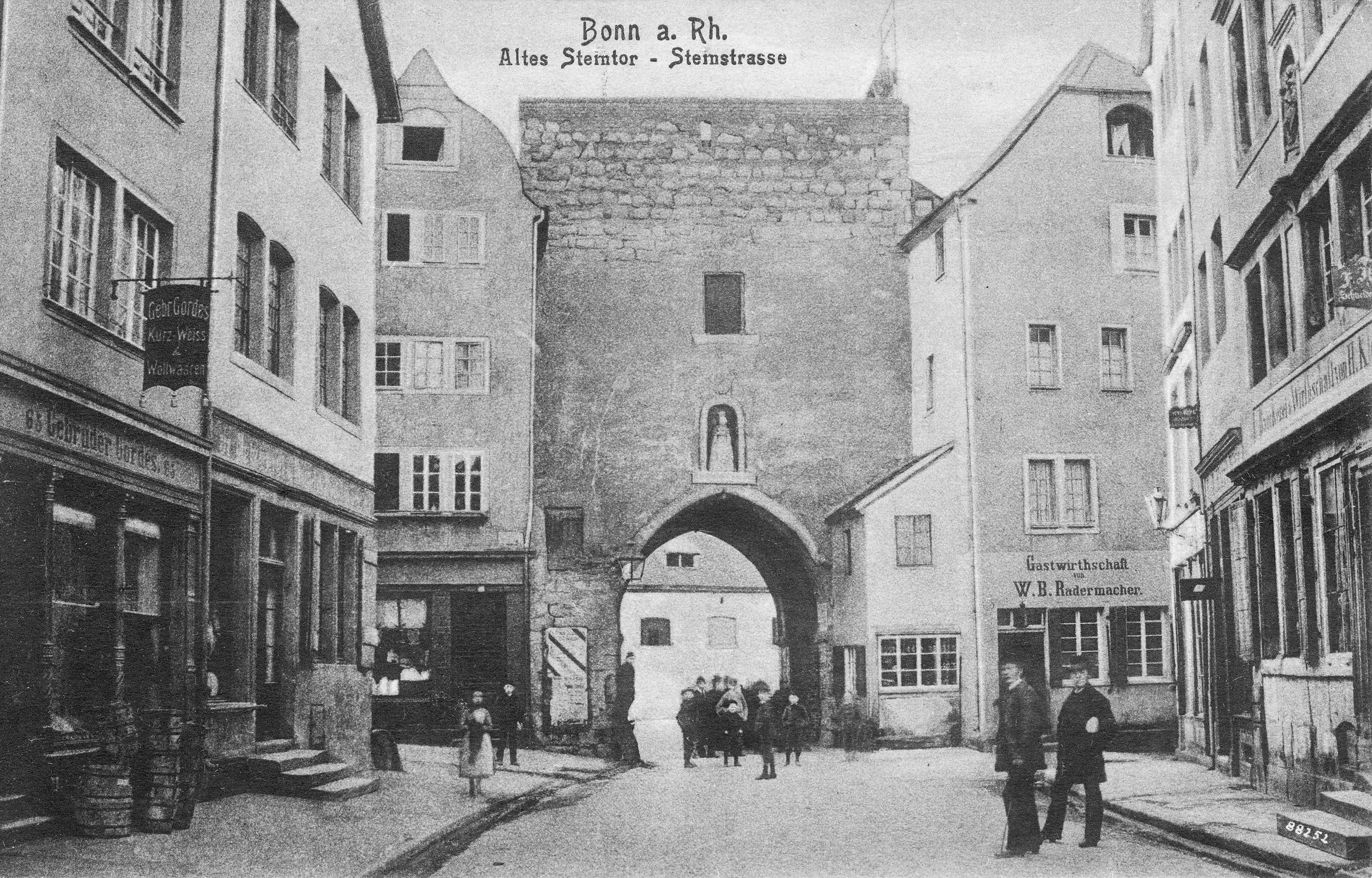
Mittelalterliches Sterntor, Stadtseite (vor 1898)

## Rezeption
„So ansprechend der Komplex auch wirkt, so muß man doch die tiefgreifende Veränderung und den Verlust der ursprünglichen Anlage beklagen, weil das Sterntor insgesamt eines der bemerkenswertesten Denkmäler seiner Art gewesen ist und die noch bestehenden Stadttore in Köln an künstlerischem Rang übertroffen hat.“

„Der Verlust dieses Bauwerkes am Eingang zur Sternstraße als Zeugnis der Geschichte mit der Ausstrahlung städtebaulicher Behaglichkeit kann kaum überschätzt werden. (…) Das aus Resten der historischen Anlage an dem letzten Halbrundturm der Stadtmauer beiseitegestellte Sterntor besitzt mit seinen wenigen Originalbestandteilen nur einen vagen Erinnerungswert.“